# 王荩廷宅院
王荩廷宅院，位于中国山西省晋中市平遥县平遥古城仓巷街35号，包括花园（今仓巷街29号）和西偏院（今仓巷31号）。
王宅是一座清代大宅院，原为官邸，光绪年间抵债于从事票号业的赵氏兄弟。1924年，曾任天成亨票号汉口分号经理、广西银行协理的王荩廷（1859—1938）购入此宅。
宅院布局按照“凤凰双展翅”的格局布置。面前可吃到米粮市的米,向后可喝到贺兰桥下的水，被视为所谓的吉祥宝地。共有房屋18栋70余间，占地面积3797平方米。前后三进，包括主院、西偏院、东跨院、后院。南北纵轴线上依次为南厅、过道厅和堂窑。院门内为“米颠拜石”砖雕影壁，描绘米芾对奇石作揖的趣事。正房堂窑下窑上楼，面阔五间。窑炕围画《西厢记》故事,色彩艳丽。各处木雕、石雕、砖雕精美。
1994年12月28日，王荩廷宅院公布为平遥县文物保护单位。